# Elisabeth (Schiff, 1815)
Die Elisabeth (russ. Елизавета) war das erste russische Dampfschiff.

## Geschichte
Die Elisabeth wurde von dem schottischen Ingenieur Charles Baird in Sankt Petersburg gebaut. Die Balancier-Dampfmaschine hatte vier PS und trieb zwei seitliche Schaufelräder mit einem Durchmesser von 2,40 m und mit je sechs Blättern von 1,20 m Breite an. Der untere Teil des Schornsteins war aus Ziegelsteinen aufgemauert und endete in einem 7,62 m langen Stahlrohr, das gleichzeitig als Segelmast diente. Das Schiff erreichte eine Geschwindigkeit von 5,8 Knoten.
Erste Testfahrten fanden auf dem Teich des Taurischen Palais statt. Am 3. November 1815 fand die erste Fahrt von Sankt Petersburg nach Kronstadt statt, die 3 Stunden und 15 Minuten dauerte. Aufgrund schlechten Wetters dauerte die Rückfahrt 5 Stunden 22 Minuten. Nach dieser erfolgreichen Fahrt erhielt Charles Baird zahlreiche öffentliche Aufträge.